# Gøtu kommuna
Gøtu kommuna (dansk: Gøte Kommune) er en tidligere kommune på Færøerne. Den omfattede hovedbyen Norðragøta samt byerne Syðrugøta, Gøtugjógv og Gøtueiði. Kommunen havde 1. januar 2005 1.072 indbyggere og et areal er på 30,5 kvadratkilometer. Borgmester fra 2005 var Hans Mourits Foldbo. Kommunens venskabskommune var Vestmannaeyjar på Island. 
Den 1. januar 2009 blev kommunen sammenlagt med Leirvíkar kommuna til Eysturkommuna.